# Claire Cox
Claire Cox (ur. 19 grudnia 1975 w Peterborough) – angielska aktorka filmowa, telewizyjna i teatralna. 
W biograficznym filmie Luter z 2003 roku zagrała byłą zakonnicę Katarzyną von Bora, która została żoną Marcina Lutra. 

## Filmografia

### Filmy
- 1996: Gwiazdor (The Leading Man) - Serena
- 1997: Polowanie na grube ryby (Shooting Fish) - Floss
- 2000: Blue Murder - Jenny
- 2002: Splinters - Hannah
- 2003: Luter (Luther) - Katharina von Bora
- 2004: Little Scars - Sam
- 2004: Between Us
- 2007: Wishbaby - Guwernantka

### Seriale
- 1995: The Choir - Ianthe Cavendish
- 1998: The Last Salute - Catherine Heaseman
- 1999: Sekrety kobiet (Every Woman Knows a Secret) - Beth
- 2001: Sprawy inspektora Lynleya (The Inspector Lynley Mysteries) - Sidney
- 2007: Tajniacy - Magritte
- 2008, 2012: Lekarze - Lauren Jameson oraz Lottie Croker
- 2017–2019: Jamestown - Temperance Yeardley